# Az-Zawiyah
az-Zawiyah (även känd som Ez eller Al Zawiyah eller Zawiya eller Zawia eller Zavia eller Zauia), (arabiska: الزاوية, translitteration: az-Zāwiyah), (varianter: Az Zawiyah Al Gharbiyah, arabiska: الزاوية الغربية, Ḩārat az Zāwiyah, Al Ḩārah, El-Hára och Haraf Az Zāwīyah), är en stad i den historiska regionen Tripolitanien i nordvästra Libyen på Medelhavskusten omkring 40 km västerut från Tripoli. az-Zawiyah är huvudort i distriktet az-Zawiyah.
Vid 1973 och 1984 års folkräkningar hade staden omkring 100 000 invånare och var Libyens fjärde största stad (efter Tripoli, Benghazi och Misratah). Distriktet az-Zawiyah beräknades år 2006 ha en folkmängd som uppgick till 291 000 invånare, varav åtminstone hälften var bosatta i själva staden. az-Zawiyah är säte för 7 april-universitetet som grundades 1988. Det finns ett oljefält nära staden och i az-Zawiyah finns ett av Libyens två viktigaste oljeraffinaderier.

## Upproret 2011
I samband med upproret år 2011 uppgavs staden ha fallit i händerna av den libyska oppositionen och inte längre kontrollerats av Muammar al-Gaddafi. Striderna uppgavs i alla fall fortsätta den 24 februari. Den dagen slog motståndarna till regimen tillbaka ett anfall.  I ett telefonmeddelande specifikt riktat till stadens invånare sade Gaddafi att de som protesterade mot honom var ungdomar som hade uppviglats till "förstörelse och sabotage" med hjälp av droger och alkohol. Regimen lyckades snart återerövra staden men förlorade az-Zawiyah på nytt i mitten av augusti 2011. Efter att ha återtagit az-Zawiyah kunde rebellerna snabbt avancera vidare till huvudstaden Tripoli.